# Amblystegium
Amblystegium, im Deutschen auch manchmal Stumpfdeckelmoose genannt, ist eine Gattung von Moosen.

## Beschreibung
Die Pflanzen der Gattung wachsen mit unregelmäßig verzweigten Stämmchen in zarten bis mäßig robusten Rasen.
Die Blätter sind nur 0,5 bis 1,5 mm lang und von lanzettlicher bis am Grunde herzförmig/eiförmiger Form. Eine Blattrippe existiert stets und reicht mindestens bis in die vordere Hälfte des Blattes, oft auch bis in die Blattspitze. Die Zellen der Blattspreite sind gestreckt und zwei bis sechsmal so lang wie breit. Die Blattflügelzellen sind nicht besonders differenziert.
Die zylindrische Kapsel ist etwas gekrümmt. Deutlich unterhalb der Kapselöffnung befindet sich eine schmalste Stelle.

## Verbreitung
Die Gattung ist weltweit verbreitet. Die meisten Arten wachsen an schattigen, nicht zu trockenen Orten, beispielsweise am Grunde von Bäumen oder in Gebüschen auf verschiedenen Untergründen (Holz, Gestein, Erde).

## Europäische Arten
- Amblystegium compactum (C.Müll.) Aust.
- Amblystegium confervoides (Brid.) Schimp.
- Amblystegium fluviatile (Hedw.) B.S.G.
- Amblystegium humile (P.Beauv.) Crundw.
- Amblystegium saxatile Schimp.
- Amblystegium serpens (Hedw.) B.S.G.
- Amblystegium subtile (Hedw.) Schimp.
- Amblystegium tenax (Hedw.) Jens.
- Amblystegium varium (Hedw.) Lindb.

Formen von Amblystegium serpens mit gezähntem Blattgrund werden auch als eigene Art Amblystegium juratzkanum Schimp. abgetrennt. Überhaupt ist die Abgrenzung vieler Arten der Gattung sehr schwierig und es gibt viele Synonyme.
Früher wurde auch die Art Leptodictyum riparium als Amblystegium riparium (Hedw.) B.S.G. zu dieser Gattung gezählt.